# ولش کورگی پمبروک
ولش کورگی پمبروک (به انگلیسی: Pembroke Welsh Corgi)، نام یکی از نژادهای سگ است که خاستگاه آن به ولز بازمی‌گردد.